# Kraftwerk Meri-Pori
Das Kraftwerk Meri-Pori ist ein Kohlekraftwerk in der Landschaft Satakunta, Finnland, das am Bottnischen Meerbusen ca. 15 km nordwestlich der Stadt Pori gelegen ist. Es ist im Besitz von Fortum (55 %) und TVO (45 %); Betreiber ist Fortum.
Mit einer installierten Leistung von 565 MW ist Meri-Pori das derzeit leistungsstärkste Kohlekraftwerk in Finnland (Stand März 2018). Direkt neben Meri-Pori befindet sich das Kraftwerk Tahkoluoto.

## Kraftwerksblöcke
Das Kraftwerk besteht aus einem Block, der 1994 in Betrieb ging. Es dient zur Abdeckung der Grundlast.
| Block | Max. Leistung (MW) | Betriebsbeginn | Turbine | Generator | Dampfkessel |
| ----- | ------------------ | -------------- | ------- | --------- | ----------- |
| 1     | 565                | 1994           | ABB     | ABB       | Tampella    |